# 持続可能成長率
持続可能成長率（じぞくかのうせいちょうりつ）とは、企業価値評価に使用することのある指標の一つで、企業が安定的に成長する場合に達成が期待される理論上の成長率。内部成長率。サステイナブル成長率とも呼ばれる。

## 概要
企業の成長が安定期にあり、毎期安定した利益率を達成できる場合に、借入等の外部からの資金調達を行わず、利益の内部留保を利用して事業に再投資を行いながら達成することが可能とされる理論上の成長率であり、配当成長率の目安として用いられることもある。

### 計算方法
持続可能成長率＝自己資本利益率（ROE）×再投資率（内部留保率）